# Gabaro
Gabaro (en Bini Guobaro) ,  est le troisième oba de Lagos et règne de 1669 à 1704 ou d'environ 1755 à environ 1760,. Il est le fils et héritier d'oba Ado et petit-fils d'Ashipa. Ses frères et sœurs sont Akinsemoyin et Erelu Kuti (en).

## Règne

### Organisation du pouvoir
En collaboration avec les descendants d'Olofin, Gabaro déplace le siège du gouvernement de l'île d'Iddo à l'île de Lagos et y établit le palais Iga Idunganran (en) comme résidence de l'oba. Comme son père, Ado, il perçoit annuellement un tribut de ses sujets qu'il remet à l'oba du Bénin. Oba Gabaro établit des institutions de chefferie et renforce celles des descendants d'Olofin, faisant d'eux des chefs à bonnet blanc afin de les distinguer des chefs béninois avec des chapeaux de soie. Il confirme également leur droit propriétaire et leur délègue la gestion foncière de leurs territoires.

### Tensions avec Akinsemoyin
Initialement, les relations entre les deux frères sont bonnes. Les premières décisions sur l'organisation du pouvoir sont soutenues par Akinsemoyin. Cependant, la volonté de reconnaître la souveraineté des chefs, descendants d'Olofin, provoque des tensions. Il finit par bannir de Lagos son frère Akinsemoyin qui s'exile à Bagadry, une jeune ville côtière fondée en 1730 et alimentée par des contacts avec des européens. Son frère gouverne la cité et entre en contact avec des marchands portugais.

### Décès
Les circonstances de la mort de Gabaro sont méconnues. Cependant, il ne nomme aucun successeur à son trône, ce qui ne permet pas à Akinsemoyin de lui succéder sans l'accord des chefs dont le pouvoir a justement été renforcé durant son règne . Le fils de Gabaro, Eletu Kekere, n'est pas en âge de régner. Akinsemoyin est dès lors désigné oba de Lagos.

## Datation controversée
La datation de sa succession reste sujette à controverse comme il en est pour les premiers oba de la dynastie de Lagos. Le début de son règne est d'abord estimé à 1704 au XIXe siècle. En 1926, Talbot repousse la date du règne d'Akinsemoyin à 1740 tandis que R.C.C. Law suggère la date de 1760. La base de ces calculs est l'exil durant lequel Akinsemoyin est mis en relation avec des marchands portugais à Bagadry, car les premiers rapports commerciaux entre européens et Lagos se déroulent après 1760.
À ceci s'ajoute le fait qu'Ologun Kutere, le successeur d'Akinsemoyin, participe à une attaque contre le royaume du Dahomey vers 1790. Ces éléments confortent l'estimation d'un règne court de 1755 à 1760.